# Weigenheim
Weigenheim là một đô thị ở huyện Neustadt (Aisch)-Bad Windsheim bang Bayern thuộc nước Đức.